# Fondo OPEC per lo sviluppo internazionale
Il Fondo OPEC per lo sviluppo internazionale (OFID) è un'istituzione finanziaria intergovernativa fondata nel 1976 dai membri dell'Organizzazione dei Paesi esportatori di petrolio (OPEC).
Esso fu concepito durante la Conferenza dei sovrani e dei capi di Stato dei paesi membri dell'OPEC, che si tenne ad Algeri nel marzo del 1975. Una solenne dichiarazione della Conferenza "riaffermò la naturale solidarietà che unisce i paesi OPEC con gli altri paesi in via di sviluppo nella loro battaglia per superare il sottosviluppo", e richiese misure per rafforzare la cooperazione fra questi paesi.
L'obiettivo dell'OFID è quello di rafforzare la cooperazione fra i membri OPEC e i paesi in via di sviluppo fornendo allo scopo sostegno finanziario a questi ultimi per il loro sviluppo socioeconomico.
La missione centrale è quella di promuovere la partnership Sud-Sud con paesi in via di sviluppo e lo scopo di sradicare la povertà.

## Quartier generale
Il quartier generale dell'OFID si trova a Vienna (primo distretto, sulla Ringstraße) e fu il palazzo dell'arciduca d'Austria Guglielmo Francesco d'Asburgo-Teschen. È noto come Deutschmeister-Palais.

## Storia
A seguito del primo summit dell'OPEC in Algeri nel 1975, i paesi membri decisero d'incaricare un ente di nuova istituzione di assistere i paesi in via di sviluppo attraverso un sostegno finanziario. Di conseguenza nel 1976 I Ministri delle Finanze dei Paesi membri s'incontrarono e istituirono lo Speciale fondo OPEC, attraverso il quale i Paesi membri avrebbero indirizzato gli aiuti ai paesi in via di sviluppo. Lo speciale fondo dell'OPEC iniziò la sua operatività nel 1976, con una dotazione iniziale di circa 800 milioni di dollari. Alla fine del 1977 esso aveva concesso 71 prestiti a 58 paesi in via di sviluppo e indirizzato le donazioni dai paesi membri ad altre istituzioni per lo sviluppo, compresi il Fondo Monetario Internazionale (IMF) e il Fondo internazionale per lo sviluppo agricolo (IFAD).
Visti i risultati positivi, I paesi membri decisero nel 1980 di convertire questa struttura provvisoria in un'entità giuridica permanente chiamata Fondo OPEC per lo Sviluppo internazionale (OPEC Fund for International Development), che divenne così un'agenzia permanente per lo sviluppo nel maggio del 1980.

## Paesi membri
L'OFID ha 13 paesi membri: Algeria, Ecuador, Gabon, Indonesia, Iran, Iraq, Kuwait, Libia, Nigeria, Qatar, Arabia Saudita, Emirati Arabi Uniti e Venezuela. L'Ecuador ha riattivato la sua partecipazione dopo 22 anni di assenza.

## Mezzi
L'OFID offer assistenza finanziaria in diversi modi, con la distribuzione fra i differenti tipi di aiuto cambiando nel tempo secondo come evolvono le condizioni dei paesi beneficiari. I metodi di finanziamento comprendono:
- Estensione di concessione di assistenza finanziaria nella forma di prestiti per progetti e programmi di sviluppo, sostegno alla bilancia dei pagamenti e trade finance
- Finanziamenti alle attività del settore privato nei paesi in via di sviluppo
- Fornitura di garanzie a sostegno dell'assistenza tecnica, aiuti in cibarie, ricerche e simili e aiuto umanitario nelle emergenze
- Contributi alle risorse di alter istituzioni le cui attività vanno a beneficio dei paesi in via di sviluppo
- Operare come agente dei paesi membri dell'OPEC nell'arena finanziaria internazionale ogni qual volta un'azione colletti è ritenuta opportuna

## Risorse
Le risorse dell'OFID consistono nei contributi volontari da parte dei paesi membri e le riserve accumulate derivano da operazioni varie compiute dall'istituzione. Una ricostituzione di 1 miliardo di dollari approvata nel giugno 2011 dalla suprema autorità dell'istituzione, il Consiglio dei Ministri,  come risposta diretta alle necessità crescenti dei paesi in via di sviluppo e all'impatto negativo della crisi finanziaria sulle loro economie.

## Beneficiari
Tutti i paesi in via di sviluppo sono, in linea di principio, qualificati ad ottenere l'assistenza dell'OFID, sebbene a quelli meno sviluppati sia data la più alta priorità e abbiano ricevuto più della metà degli aiuti. Ugualmente qualificate sono le istituzioni internazionali della cui attività beneficiano i paesi in via di sviluppo. I paesi membri dell'OFID sono esclusi dalla lista dei beneficiari dell'assistenza, salvo in casi di disastri o siano nel contesto di un programma regionale. Nel corso degli anni l'OFID ha esteso la sua presenza a 134 paesi, dei quali 53 sono in Africa, 43 in Asia, 31 nell'America Latina e nei Caraibi e 7 in Europa.

## Operazioni
Le operazioni dell'OFID sono organizzate in 10 aree focali:
- Agricoltura:[9] Il finanziamento ha consentito il forte incremento dei raccolti e della crescita del bestiame, il miglioramento delle infrastrutture rurali quali i sistemi d'irrigazione e le strutture per lo stoccaggio dei mangimi. Il sostegno è stato anche esteso all'aiuto alla promozione di ricerche in campo agricolo
- Istruzione:[10] I finanziamenti dell'OFID hanno aiutato a costruire o ristrutturare scuole, acquistare equipaggiamenti e materiale per l'insegnamento, come anche a fornire addestramento all'insegnamento. L'OFID ha anche sponsorizzato la partecipazione di personale dei paesi in via di sviluppo a varie conferenze e seminari
- Energia:[11] Come partner-guida nell'iniziativa Energia Sostenibile per tutti dell'ONU, l'OFID ha sostenuto progetti energetici che vanno dalla fornitura di infrastrutture e macchinari alla ricerca
- Finanza:[12] Supporto a questi settori è consistito nell'indirizzamento di fondi alle micro-piccole e medie imprese (MSME) con l'intervento di intermediari finanziari come banche per lo sviluppo nazionale e regionale, banche commerciali e compagnie di leasing
- Salute:[13] Il sostegno comprende la costruzione e la modernizzazione di ospedali, cliniche e altre infrastrutture. È stato anche esteso al sostegno di programmi principali di cure mediche. L'OFID è anche un partner attivo nella battaglia globale contro l'HIV/AIDS, attraverso la concessione speciale di programmi.
- Industria:[14] Dei finanziamento dell'OFID hanno beneficiato tutti i settori, compresi i materiali da costruzione, acciaierie, fertilizzanti e sostanze chimiche.
- Multisettoriale:[15]Ciò comprende imprese che operano in più di un settore e spesso sostengono le attività dei Social Investment Funds, i cui progetti sono usualmente indirizzati a richiesta a livello locale e contengono forti elementi di partecipazione comunitaria.
- Telecomunicazioni:[16] La maggior parte dei finanziamenti a questo settore è stata estesa sotto l'operatività del settore privato dell'OFID, con il finanziamento a operatori di telefonia mobile in Africa e Asia.
- Trasporti:[17] Il sostegno OFID è stato particolarmente consistente in questo settore e va dalla costruzione e riparazione di strade, porti marittimi e aeroporti, ferrovie, vie d'acqua interne e trasporto urbano di massa.
- Acqua e purificazione:[18] L'OFID ha aiutato a finanziare una vasta gamma di operazioni per fornire acqua potabile e sistemi di potabilizzazione. Questo va dalla costruzione di grossi serbatoi, progetti di trattamento e distribuzione, alle pompe per villaggi e latrine per le scuole, come schemi per ottimizzare l'utilizzo dell'acqua nelle regioni aride.

## Energia per i paesi carenti (EPI)
Questa iniziativa ebbe origine dalla Dichiarazione solenne del terzo vertice dell'OPEC che si svolse a Riad nel novembre 2007. La dichiarazione richiedeva la totale eradicazione della povertà energetica come priorità globale e spinse l'OFID  a intensificare i suoi sforzi per raggiungere questo obiettivo. L'EPI fu lanciato dal re dell'Arabia saudita ʿAbd Allāh bin ʿAbd al-ʿAzīz Āl Saʿūd nel giugno 2008 e quindi adottato dall'OFID come programma di bandiera.
Fin dal 2008 l'OFID ha lavorato senza sosta per portare il problema della carenza di energia al vertice dell'agenda internazionale ed è stato responsabile dell'accettazione universale della necessità dell'eliminazione della "povertà energetica", come lo scopo "mancante" nello Sviluppo del Millennio.
Nel giugno del 2012 i paesi membri dell'OFID emisero una Dichiarazione ministeriale sulla carenza di energia e dedicarono una somma minima a rotazione di 1 miliardo di dollari USA per finanziare l'EPI. L'OFID sta aumentando il volume dei suoi interventi nel settore energetico in collaborazione con tutti coloro che ne sono portatori d'interesse.

## OFID e l'iniziativa ONU per l'energia sostenibile per tutti (SE4ALL)
L'OFID ha lo status di Osservatore permanente presso le Nazioni Unite Come conseguenza di questi sforzi di sostegno ad alto profilo, l'OFID è un partner determinante nel programma Energia sostenibile per tutti  (Sustainable Energy for All = SE4ALL), che ha tre scopi: ottenere l'accesso universale all'energia sostenibile, raddoppiare l'efficienza energetica e raddoppiare la parte di energie rinnovabili: il tutto entro il 2030.
L'OFID consider ail proprio EPI come complementare agli obiettivi di SE4ALL. Nel 2011 il Direttore generale dell'OFID, Suleiman Jasir Al-Herbish fu invitato ad unirsi al Gruppo di Alto livello del Segretariato delle Nazioni Unite sul SE4ALL, che era incaricato di sviluppare il programma di azione che fu presentato la vertice di Rio+20 nel 2012.

### Operazioni nel settore pubblico
Il credito al settore pubblico  è il pilastro centrale delle operazioni dell'OFID, contando per più di due terzi degli incarichi. Queste operazioni sono realizzate in cooperazione diretta con i governi dei paesi partner a sostegno delle loro strategie di sviluppo nazionale.
I prestiti dell'OFID al settore pubblico sono agevolati, con bassi interessi e lunghi periodi di rientro. I termini dei prestiti sono basati su molti fattori, compreso il Prodotto interno lordo pro capite di ciascun paese partner.
Compreso nel settore pubblico dell'OFID vi è il Contributo all'iniziativa per i Paesi poveri fortemente indebitati.

### Operazioni nel settore privato
I contributi al settore privato  (PSF) furono decisi nel 1998 in risposta alla crescente domanda tra i paesi partner per investimenti nelle imprese private, che vennero visti come un motore della crescita economica e sociale. I contributi consistono in finanziamenti orientati al mercato che rispondono alla richiesta di finanziamenti nei paesi in via di sviluppo a sostegno delle loro strategie di sviluppo nel settore privato.
I finanziamenti a questo settore cercano di promuovere lo sviluppo economico incoraggiando la crescita della produzione delle aziende private nei paesi in via di sviluppo e sostenendo lo sviluppo dei mercati locali di capitali. Interventi di successo stimolano la crescita economica generando lavoro ed entrate e quindi riducono la povertà.

### Finanziamenti al commercio
Le funzioni dell'OFID nel trade finance (TFF) furono decise nel 2006 per ampliare i mezzi disponibili all'OFID per alleviare la povertà e promuovere lo sviluppo economico. Si tratta di una distinta attività addizionale per sostenere i paesi in via di sviluppo nei loro sforzi per ottenere crescita e prosperità. L'attività cerca di trovare transazioni per un solido sviluppo ambientale e sociale, applicando i principi del credito in linea con gli standard di queste pratiche e ponendo ragionevoli obiettivi di ritorno basati sul mercato. I finanziamenti TFF sono stati utilizzati per sostenere l'import/export in diverse gamme di beni/settori, compresi petrolio, cotone, acciaio, prodotti alimentari strategici, indumenti e macchinari.

### Concessioni
Concessioni vengono riconosciute sulla base del tipo di progetto e dei suoi attesi ritorni economici; del numero dei beneficiari e della situazione socio-economica dei paesi che le ricevono. Il Programma di concessioni comprende i seguenti sottoprogrammi:
- Assistenza tecnica: Viene estesa al progetti di sviluppo nazionale e regionale che abbiano lo scopo di promuovere uno sviluppo sostenibile e una riduzione della povertà. Ciò copre un'ampia gamma di settori di sviluppo, dando alta priorità a donne e bambini.[24]
- Ricerca e attività similari: Sostiene le attività che incrementano la cooperazione Sud-Sud e Nord-Sud, specialmente nel campo dello scambio di  know-how,e migliorano la creazione di competenze, compreso lo sviluppo di risorse umane.[25]
- Aiuti nelle emergenze: Aiuta a mitigare le sofferenze delle vittime di catastrofi, comprese quelle dei paesi membri dell'OFID. L'assistenza è indirizzata attraverso agenzie specializzate nei soccorsi.[26]
- Programma special e sanitario: Fin dal 2002 l'OFID è stato un partner attivo nella lotta globale contro l'HIV/AIDS, ma questo punto focale è stato modificato per comprendere altre malattie evitabili, compresa la tubercolosi, la malaria e le infezioni portate dall'acqua. Negli obiettivi vi sono anche malattie non trasmissibili quali il cancro, il diabete e le malattie cardiache, che sono più diffuse nei paesi poveri.[27]
- Programma di assegnazioni per la Palestina: Questo programma sostiene interventi per lo sviluppo sostenibile nella Cisgiordania e a Gaza, come soccorsi umanitari in tempi di crisi. Esso inoltre viene incontro alle necessità dei campi profughi dei paesi circostanti.[28]
- Carenza energetica: Il portafoglio dell'OFID sostiene la bandiera di "Iniziativa per l'energia per i poveri" e si focalizza sulla fornitura di soluzioni energetiche innovative su media e piccola scala per le carenze energetiche, soprattutto per le comunità rurali non collegate alla rete.[29]

## Contributi ad altre organizzazioni

### Fondo comune per i prodotti di base (CFC)
Il Fondo comune per i prodotti di base (CFC) è un'organizzazione finanziaria intergovernativa autonoma istituita nell'ambito delle Nazioni Unite. Fin dal 1981 l'OFID ha sostenuto il CFC rendendogli disponibili 83,6 milioni di dollari USA per la sua attività istituzionale. Un primo acconto di 37,2 milioni di dollari ha consentito agli ultimi 38 paesi membri sviluppati di completare la loro prima sottoscrizione del capital del CFC. Per la fine del 2014 l'OFID ha sottoscritto accordi con 37 di questi paesi. Nell'ambito della rete di sostegno finanziario e nel conteso di un secondo acconto di capitale per un totale di 46,4 milioni di dollari USA, un ammontare di 37,9 milioni di dollari è stato fornito a sostegno di 57 progetti in 52 paesi: 32 in Africa, 14 in Asia e sei in America latina.
Progetti adottabili per il sostegno finanziario sono orientati alle derrate, coprendo il valore di queste nella catena che va dalla produzione al consumo, a beneficio dei poveri.

### Fondo internazionale per lo sviluppo dell'agricoltura (IFAD)
L'OFID ha giocato un ruolo significativo nell'istituzione del Fondo internazionale per lo sviluppo agricolo (IFAD), indirizzando 861,1 milioni di dollari di contributi dai membri dell'OPEC nel capitale iniziale dell'agenzia. Dalla creazione dell'IFAD, gli stati membri dell'OPEC  hanno mantenuto il loro stabile sostegno all'agenzia, contribuendo ad un'addizionale ricostitizione delle sue risorse. In aggiunta, l'OFID stessa ha dato ulteriori 20 milioni di dollari dalle proprie risorse, come contributo speciale.

### International Monetary Fund (IMF) Trust Fund
Via OFID, risorse valutate a 110 milioni di dollari sono state trasferite da un numero di stati membri dell'OPEC al Fund Trust dell'FMI, che fu istituito nel 1976. Rappresentando i profitti accumulati da sette di questi paesi dalla vendita di oro tenuto per loro conto dall'FMI, queste risorse sono state allocate per provvedere assistenza agevolata alla bilancia dei pagamenti a paesi membri del FMI di idoneamente bassi introiti.